# Kami Craig
Kameryn Louise "Kami" Craig (21 de julio de 1987) es una jugadora de waterpolo estadounidense.  Fue miembro del equipo de waterpolo de EE. UU. que ganó una medalla de plata en los Juegos Olímpicos de Pekín 2008 y una medalla de oro en Londres en 2012 y Río en 2016. 
Craig asistió a Santa Barbara High School , se graduó en 2005 y en la University of Southern California se graduó en 2010. Ella jugó waterpolo para los Trojans.

## Carrera
Craig jugó en el equipo universitario femenino en la escuela secundaria, así como en el Equipo Nacional Juvenil de 2003 a 2006. Jugó durante cuatro años en la USC.
En junio de 2009, Kami fue nombrada miembro del equipo nacional de mujeres senior de waterpolo de EE. UU. Para el Campeonato Mundial FINA 2009.
En 2011, jugó su primera temporada profesional en Grecia , jugando para los gigantes griegos Olympiacos.

## Premios y honores
Ella, Tanya Gandy, jugadora de waterpolo femenino de UCLA, y su compañera de equipo Michelle Stein han sido seleccionadas como las tres finalistas para el Premio Peter J. Cutino 2009, un galardón que se presenta anualmente a las destacadas jugadoras de waterpolo colegiadas de hombres y mujeres en los Estados Unidos.  Los ganadores fueron anunciados en la décima cena anual de los Premios Peter J. Cutino que se celebró el sábado 6 de junio en el City Clubhouse de The Olympic Club en San Francisco . 
Ella fue la ganadora del Premio Peter J. Cutino 2009.
Craig ganó el Premio Peter J. Cutino nuevamente en 2010, lo que la convierte en la única jugadora que lo ha ganado dos veces.

## Vida personal
Mientras que en la USC, Craig se especializó en sociología y se especializó en terapia ocupacional.